# General Electric F101
General Electric F101 – silnik dwuprzepływowy z dopalaczem wyprodukowany przez firmę General Electric, stosowany w bombowcu B-1B Lancer.

## Historia
Model F101 został zaprojektowany przez General Electric na potrzeby projektu bombowca B-1A. Po zawieszeniu prac nad samolotem w 1977 roku stworzono nową wersję silnika o nazwie F101-GE-102 która ostatecznie napędzała B-1B który wszedł do służby w 1984 roku.

## Rozwój konstrukcji

### CFM56
W 1974 model F101 został przerobiony na wydajną jednostkę do zastosowań cywilnych. Powstały w ten sposób dwuprzepływowy silnik o dużym stosunku dwuprzepływowości został oznaczony CFM56 i obecnie wykorzystywany jest przede wszystkim na Boeingu 737.

### F110
W latach 80. silnik F101 został zmodyfikowany do modelu F110 na potrzeby myśliwców F-14, F-16 oraz później F-15.